# راندال ويبر
راندال ويبر هو لاعب هوكي الجليد كندي، ولد في 2 سبتمبر 1968 في فورت سانت جون في كندا.